# Совхоз «Большевик»
Совхоз «Большевик» — посёлок в Милославском районе Рязанской области, административный центр Павловского сельского поселения.

## География
Посёлок расположен в 21 км на северо-запад от райцентра посёлка Милославское.

## История
Образован перед Великой Отечественной войной 1933 год, в составе Павловского сельсовета Чернавского района Рязанской области, с 1959 года — в составе Милославского района, с 2005 года — центр Павловского сельского поселения.

## Население
| 2010 |
| ---- |
| 309  |

## Инфраструктура
В посёлке имеются Павловская школа, детский сад, дом культуры, отделение связи.